# Айталиев, Гилаж
Гилаж Айталиев — советский хозяйственный и государственный деятель, лауреат Государственной премии СССР за выдающиеся достижения в труде.

## Биография
Родился в 1932 году в Казахской ССР. Член КПСС.
В 1941—1992 — подпасок, чабан, военнослужащий Советской армии, старший чабан, бригадир комсомольско-молодежной бригады овцеводов «Толкын-76» совхоза «Забурунский» Новобогатинского района Гурьевской области Казахской ССР.
Бригада Айталиева получила в 1978 году по 176 ягнят от каждой сотки овцематок.
За увеличение производства продуктов животноводства на основе создания прочной кормовой базы и внедрения промышленной технологии был в составе коллектива удостоен Государственной премии СССР за выдающиеся достижения в труде 1978 года.
Жил в Казахстане.

## Награды
- Орден Ленина (1981)
- Орден Трудового Красного Знамени